# David Wilmot
David Wilmot (Bethany, 1814. január 20. – Towanda, 1868. március 16.) az Amerikai Egyesült Államok szenátora (Pennsylvania, 1861–1863).